# آرش درم‌بخش
آرش دِرَم‌بخش (زادهٔ ۲۵ ژوئیهٔ ۱۹۷۹) یک سیاست‌مدار، نویسنده و وکیل فرانسوی ایرانی‌تبار است. وی همچنین نمایندهٔ انجمن شهر کوربوآ واقع در حومهٔ غرب پاریس و عضو حزب جمهوری‌خواهان (جناح راست) فرانسه است. او مدتی است که مبارزه با دور ریختن مواد غذایی را با جدیت دنبال می‌کند.
در اواخر دهه ۷۰ میلادی خانواده آرش درمبخش از ایران به فرانسه مهاجرت کردند. او متولد ۲۵ ژوئیه ۱۹۷۹ در فرانسه و فارغ‌التحصیل انستیتو حقوق و جرم‌شناسی پاریس است. او دکترای خود را در حقوق از دانشگاه سوربن در پاریس دریافت کرد.

## مبارزه با هدر دادن مواد غذایی
آرش درمبخش که در راه صرفه‌جویی و مبارزه با هدر دادن مواد غذایی عزم را جزم کرده‌است و کتابی به نام «مانیفست علیه هدر دادن (یا اسراف) مواد غذایی» (به فرانسوی: Manifeste contre le gaspillage alimentaire) منتشر کرده‌است. این کتاب ماجرای یک نمایندهٔ شوراهای شهر را حکایت می‌کند که می‌کوشد سوپرمارکت‌های بزرگ را از دور ریختن مواد غذایی منصرف سازد. برای این کتاب آرش درم‌بخش «جایزهٔ ادگار فور» را برای بهترین کتاب سیاسی سال برنده شد. هیئت داوران وی را «نماینده و سفیر» این نوع مبارزه توصیف کرد.
آرش درمبخش در راه جلوگیری از هدر رفتن مواد غذایی تلاش فراوانی کرده‌است. او با آگاهی به حجم عظیم مواد خوراکی که به دلیل انقضای تاریخ مصرف یا دلایل دیگر توسط سوپرمارکت‌ها هدر داده می‌شود، در پی راهی قانونی است تا موادی که همچنان قابل استفاده است را به دست نیازمندان برسد. درمبخش و گروهش توانستند ۲۱۰ هزار امضا جمع کنند و طرح خود را به پارلمان فرانسه بفرستند. در نهایت او با طرحی که ارائه داد سبب شد قانونی در پارلمان فرانسه به تصویب برسد که برپایه آن فروشگاه‌های بزرگتر از ۴۰۰ متر مربع از این پس اجازه نخواهند داشت مواد غذایی فروخته نشده را که هنوز قابل مصرف هستند دور بریزند، بلکه باید آن‌ها را ببخشند یا به مراکز تولید کود یا مواد غذایی برای حیوانات تقدیم کنند. همچنین استفاده درست از مواد غذایی باید در مدارس فرانسه آموزش داده شود.
نام آرش درمبخش همراه با یک ایرانی‌تبار دیگر در فهرست سال ۲۰۱۶ نشریه فارن پالیسی از یک‌صد متفکر جهانی به چشم می‌خورد.
هم‌زمان با اعلام فهرست مجله فارن پالیسی آرش درم‌بخش به واشینگتن پایتخت آمریکا رفت تا در این باره با کاخ سفید، تیم انتقال دولت به دونالد ترامپ، رئیس‌جمهوری منتخب آمریکا و همین‌طور کنگره ایالات متحده هم رای‌زنی‌هایی کند.
او در سال ۲۰۱۹ کتاب دیگری را با عنوان فرانسوی «Tomber 9 fois, se relever 10 - Échec scolaire, ne jamais lâcher» منتشر کرد.
او به دلیل تلاش برای مبارزه با هدردادن مواد غذایی و تصویب قوانین ضد اسراف در فرانسه و کشورهای دیگر در سال ۲۰۱۹ برنده جایزه محیط زیستی گوتنبرگ سوئد معروف به «نوبل توسعه پایدار» شد.
درم‌بخش، در سال ۲۰۱۶ به تصویب یک قانون از بین بردن مواد غذایی کمک کرد. او به دنبال این اقدام در سال ۲۰۱۹، برنده جایزه توسعه پایدار شهر سوئد گوتنبرگ شد. این جایزه، همچنین جایزه دریافت شده توسط ال گور (۲۰۱۱) یا کوفی عنان (۲۰۰۷) است. او نخستین فرد فرانسوی است که موفق به دریافت این جایزه شده‌است. او قصد دارد که زنجیره تولید و توزیع غذای کشاورزی و فراتر از مرزهای شش ضلعی را اصلاح کند.

## تقلب در مدارک تحصیلی و ابطال آن
بنابر خبر روزنامه فیگارو، کمیته تحقیق دانشگاه پانتئون سوربن در گزارشی چهل صفحه‌ای به این نتیجه رسید که رساله دکترای آرش درمبخش در سال ۲۰۱۵، «حاصل سرهم‌بندی نوشته‌های منتشره توسط دیگران و کپی کردن آن‌ها به گونه‌ای بوده‌است که این تصور ایجاد شود آقای درمبخش خود آن‌ها را نوشته‌است.» بنابر حکم صادره و در پی محرز شدن جرم، تز دکترا و مدرک دانشگاهی وی باطل شد و او اجازه نخواهد داشت در دانشگاه‌های دولتی فرانسه ثبت نام کند.
درمبخش در واکنش با رد حکم دانشگاه گفته‌است: «بر فرض اینکه من متقلب باشم، سوربن هم شریک جرم من به حساب می‌آید چرا که تمام مراحل رساله من را تأیید کرده‌است».